# Odoardo Voccoli
Odoardo Voccoli (Castellaneta, 13 marzo 1877 – Taranto, 27 ottobre 1963) è stato un politico e antifascista italiano.

## Biografia
Odoardo Voccoli nasce a Castellaneta il 13 marzo 1877 da Lorenzo Voccoli, un tecnico dell'impresa Del Croix e Carriè e da Giuseppina Cassano, una di Castellaneta. Nel 1893 la famiglia Voccoli si trasferisce a Taranto.Voccoli compì gli studi classici al Liceo ginnasio Archita e si iscrisse giovanissimo all'età di 19 anni al Partito Socialista Italiano nel quale militò dal 1896 al 1921.
Fu ferroviere ed organizzatore sindacale a Savona ma fu allontanato dal servizio per motivi politici. Si recò quindi a Genova interessandosi alle lotte dei portuali, passò poi a Brindisi e poi tornò a Taranto.

### Lotta antifascista
Nel 1906 fu eletto consigliere comunale a Taranto con Edoardo Sangiorgio, avvocato ginosino leader dei socialisti jonici e l'arsenalotto Francesco Boccuni.
Si sposa con Maria Assunta D'Auria e a novembre nasce il suo primo figlio.
Nelle elezioni dell'provincia di Lecce del 1920 venne eletto insieme a Sangiorgio, nello stesso anno viene anche rieletto consigliere comunale.
Nel gennaio 1921 partecipa come delegato al XVII Congresso del Partito Socialista Italiano a Livorno, portando l'adesione alla mozione comunista non solo della Sezione socialista di Taranto, ma anche di quelle di Castellaneta, Grottaglie, Monteiasi, Montemesola e Mottola, Massafra.
Assunse quindi la carica di segretario provinciale della federazione comunista di Taranto. Nel 1926 fu delegato al III Congresso intenzionale di Lione.
Il 20 giugno 1926, a seguito della segnalazione viene arrestato mentre tiene una riunione di comunisti e antifascisti. Il 28 aprile 1928, il Tribunale speciale lo condanna 12 anni e sei mesi di reclusione, per cospirazione ai danni del fascismo. Con lui viene condannato a tre anni anche il figlio Todol, muore nel carcere di Bari, e viene arrestata la moglie.
Nel 1932 per l'amnistia del decennale del fascismo viene scarcerato, ma fu arrestato nuovamente nel 1934 e condannato ad altri quattro anni di reclusione.

### Dopoguerra
Scarcerato ritorna a Taranto, riorganizzando il fronte antifascista. Costituirà il Comitato di Liberazione Nazionale di Taranto di cui presidente era Ciro Drago. Il 6 maggio 1944 viene nominato vicepresidente della provincia di Taranto, è il primo esponente comunista a far parte degli organi provinciali.
Voccoli si candida alle elezioni comunali del capoluogo jonico nelle prime libere elezioni del 24 novembre 1946 sostenuto da Partito Repubblicano Italiano, Partito d'Azione, Partito Socialista Italiano e Partito Comunista Italiano. Il blocco laico socialista raccoglie il 60% dei voti e Odoardo Voccoli è il primo degli eletti. All'insediamento del Consiglio comunale, al primo scrutinio, Voccoli viene eletto Sindaco di Taranto ed è il primo Sindaco della nuova Repubblica eletto in libere elezioni.
Il 23 dicembre 1946 Voccoli insedia la Giunta. Nel 1948 Voccoli che si dimette da sindaco ed è candidato al Senato per il Fronte popolare: l'aggregazione socialcomunista prevale a Taranto con 32.747 voti e Voccoli è eletto Senatore della Repubblica. Nel 1953 è ricandidato e rieletto nelle file del Partito Comunista Italiano con 26.459 voti. Finita nel 1958 questa seconda esperienza parlamentare si ritira dall'attività politica.
Odoardo Voccoli muore a 85 anni il 27 ottobre del 1963 in seguito ad emorragia cerebrale.